# Parafia Świętych Apostołów Piotra i Pawła w Rożanówce
Parafia Świętych Apostołów Piotra i Pawła w Rożanówce – parafia rzymskokatolicka, znajdująca się w archidiecezji lwowskiej, w dekanacie Czortków. W parafii posługują księża archidiecezjalni. Według stanu na marzec 2024 w parafii posługiwali ojcowie dominikanie z parafii MB Różańcowej i św. Stanisława w Czortkowie w której proboszczem jest o. Włodzimierz Sowiński.